# ديفيد توماس (سياسي أمريكي)
ديفيد توماس (بالإنجليزية: David Thomas)‏ هو محامي وسياسي أمريكي، ولد في 10 ديسمبر 1795 في مقاطعة ويلسون في الولايات المتحدة، وتوفي في 1836.